# Литавец
Литаве́ц (бел. Літаве́ц) — бывшая деревня (урочище) на территории Добринёвского сельсовета Дзержинского района Минской области Беларуси, уничтоженная в январе 1943 года нацистскими оккупантами вместе с жителями во время карательной операции «Якоб». Располагалась в 53 километрах от Минска, 34 километрах от Дзержинска, 7 километрах западнее деревни Самодуровщина.

## История
С 1620 года входила в инвентарь земель князя Радзивилла, потом перешла во владение графа Чапского. До 1939 года входила в состав Зеньковичского сельсовета Узденского района Минской области. В деревне проживали 208 человек, был создан колхоз «Ударник». Председателем колхоза был Михаил Александрович Лимантов. С октября 1939 года деревня входила в состав Станьковского сельсовета Дзержинского района Минской области.
До Великой Отечественной войны Литавец являлась небольшой лесной деревней, расположенная в юго-восточной части Дзержинского района. В период с 1930 по 1941 год население Литавца выросло почти на 40 %. К началу войны в деревне насчитывались 42 двора. Лесными дорогами деревня была связана с деревнями Александрово, Самодуровщина, Борки и Даниловичи. На начало 1941 года в Литавце проживало 227 жителей.
В начале войны 12 мужчин были призваны в Красную Армию. В 1942 году ещё 10 человек ушли в партизанские отряды Никитина, 25-летия Октября, им. Ворошилова и в отряд «Боевой». С лета 1942 года деревня считалась партизанской, здесь дислоцировался отряд «Боевой» под командованием старшего лейтенанта Жоврид Б. В. 20 декабря 1942 года недалеко от деревни прошел бой, в котором погибли 4 немецких солдата и 2 партизана: командир отряда «Боевой» Б. В. Жоврид и командир диверсионной группы этого отряда лейтенант Михаил Запольский.

## Карательная операция
8 января 1943 года на территориях, прилегающих к Станьковскому лесу со стороны Минского, Узденского и Дзержинского районов, началась «карательная операция Якоб» (нем. Jakob). Целью операции было уничтожение партизанских отрядов в южном, юго-восточном и восточном направлениях от города Минска, расправа с населением многих партизанских зон. Для проведения операции были сняты боевые части с фронта, также в ней участвовали силы батальонов СС, жандармерии и полицейские местные подразделения. Многовековая история лесной деревни Литавец трагически закончилась 14 января 1943 года.
Морозным утром 14 января 1943 года немецкий обоз направлялся в сторону д. Большая Усса Узденского района. Когда немцы проезжали около д. Литавец, то услышали выстрел. Каратели решили, что это стреляют партизаны и весь обоз направили в деревню. Каратели стали заходить в каждый дом и выяснять, нет ли там партизан. Затем ставили всю семью в цепочку, приказывали держаться за руки и расстреливали, некоторые дома поджигали. Единственными молчаливыми свидетелями некогда бывшей жизни остались груды пепла и 7 опустевших домов вместе со школой, что уцелели. Через неделю в деревню приехали полицаи, которые сожгли оставшиеся постройки. Спастись и остаться живыми удалось только нескольким людям.
Тем утром в дом к семье Колос прибежал играть соседский мальчик Александр Караневич. Когда пришли немцы, он спрятался под печью, благодаря чему остался в живых. Александра Колос также благодаря случаю осталась живой. Пуля пронзила ей челюсть, но так как вся семья держалась за руки, то и она упала вместе со всеми. Враги не додумались, что не убили кого-то. Ночью она выбралась из деревни и пришла в д. Самодуровщина. Живой осталась и Анна Берестовская. Она жила на окраине села и с двумя детьми смогла спрятаться в лесу.
Покинули деревню перед налетом карателей и остались живыми Бронислава и Александр Жуковский (сёстры), Александра Фёдоровна Колос, Клавдия Васильевна Рускевич, Александр Трофимович Трич.
Житель д. Александрово, мальчишка Володя Фурс, после этой трагедии был в Литавце и видел в одном из домов обгоревшие трупы убитых деда и бабушки под коляской, в которой лежали мертвые маленькие дети. Старые, видимо, хотели собой закрыть детей, однако это не спасло никого. После войны месте, где раньше были дома, осадили живой оградой.
Жертвами карательной операции стали 196 человек, в том числе 58 детей, что больше чем в более известной Хатыни. Были сожжены все 42 сельских дома, после войны деревня не восстановилась.

## Список погибших жителей
В настоящее время известны имена 158 из 197 убитых жителей деревни и 8 сельчан, которым удалось выжить во время карательной операции:
1. Берестовский Василий Петрович (перевозчик кормов, туберкулёзнобольной, из д. Добринёво);
2. Рогатко Майя Игнатьевна (была на открытии комплекса);
3. Ласкова Виктория Александровна (была на открытии комплекса);
4. Берестевич Евдокия;
5. Берестевич Аделоида;
6. Петровская Надежда Игнатьевна (была на открытии комплекса);
7. Колос Владимир Павлович
8. Позняк Иван;
9. жена Ивана Позняка;
10. ребёнок Ивана Позняка;
11. Антон Позняк
12. жена Антона Позняка;
13. ребёнок Антона Позняка;
14. ребёнок Антона Позняка;
15. Михед Михаил;
16. Михед Анна;
17. ребёнок Михеда Михаила;
18. ребёнок Михеда Михаила;
19. Колос Фёдор Демьянович;
20. Колос Агафья;
21. Колос Агафья;
22. Колос Софья Фёдоровна;
23. Колос Антонина Фёдоровна;
24. Колос Фёдор;
25. Колос Анета;
26. Колос Константин Фёдорович;
27. Колос Анна Александровна;
28. ребёнок Колос Анны;
29. Липай Александр Николаевич;
30. Липай Серафима;
31. ребёнок Липай Серафимы;
32. ребёнок Липай Серафимы;
33. ребёнок Липай Серафимы;
34. Липай Анна Николаевна;
35. Липай Пётр Николаевич;
36. Липай Владимир Николаевич;
37. Липай Иван Николаевич;
38. Липай Надежда Фёдоровна;
39. ребёнок Липай Надежды;
40. ребёнок Липай Надежды;
41. ребёнок Липай Надежды;
42. Липай Николай Игнатьевич;
43. жена Липай Николая;
44. ребёнок Липай Николая;
45. ребёнок Липай Николая;
46. Липай Павлина;
47. ребёнок Липай Павлины;
48. Ломако;
49. Ломако Валентина Филипповна;
50. ребёнок Ломако Валентины;
51. ребёнок Ломако Валентины;
52. ребёнок Ломако Валентины;
53. Матуз Василий;
54. Матуз Пётр;
55. Матуз Елена;
56. Матуз Владимир;
57. Матуз Александра;
58. ребёнок Матуз Александры;
59. Матуз Николай;
60. Матуз Анна Трофимовна;
61. ребёнок Матуз Анны;
62. ребёнок Матуз Анны;
63. Колос Трофим;
64. Колос Ольга Фёдоровна;
65. Колос Степан Филиппович;
66. жена Колоса Степана;
67. ребёнок Колоса Степана;
68. ребёнок Колоса Степана;
69. Колос Пётр;
70. Колос Ксения;
71. ребёнок Колос Ксении;
72. ребёнок Колос Ксении;
73. Колос Пётр Алексадрович;
74. Колос Софья Васильевна;
75. ребёнок Колос Софьи;
76. ребёнок Колос Софьи;
77. ребёнок Колос Софьи;
78. Колос Евфросинья Фёдоровна;
79. Колос Лидия Трофимовна;
80. Колос Мария Трофимовна;
81. Колос Иван Иванович
82. Колос Софья (жена Колоса И. И.)
83. ребёнок Колос Софьи;
84. ребёнок Колос Софьи;
85. Колос Василий Демьянович;
86. Колос Иосиф Васильевич;
87. жена Колоса Иосифа;
88. ребёнок Колоса Иосифа;
89. ребёнок Колоса Иосифа;
90. ребёнок Колоса Иосифа;
91. Колос Надежда Васильевна;
92. Колос Татьяна Васильевна;
93. Караневич Григорий Александрович;
94. Караневич Любовь Игнатьевна;
95. ребёнок Любови Караневич;
96. Карачун;
97. Карачун Евгения Фёдоровна;
98. ребёнок Карачун Евгении;
99. ребёнок Карачун Евгении;
100. Колос Александр Игнатьевич;
101. жена Колос Алесандра;
102. Позняк Иосиф;
103. жена Позняка Иосифа;
104. ребёнок Позняка Иосифа;
105. ребёнок Позняка Иосифа;
106. Позняк Франусь;
107. жена Позняка Франуся;
108. ребёнок Позняка Франуся;
109. ребёнок Позняка Франуся;
110. Сосновский;
111. Сосновская Ксения;
112. ребёнок Сосновской Ксении;
113. ребёнок Сосновской Ксении;
114. Толстой Александр Романович;
115. Толстая Анна;
116. ребёнок Тостой Анны;
117. ребёнок Тостой Анны;
118. Толстой Василий Романович;
119. Толстая Ольга;
120. ребёнок Толстой Ольги;
121. ребёнок Толстой Ольги;
122. Толстой Иван Александрович;
123. жена Толстого Ивана;
124. ребёнок Толстого Ивана;
125. ребёнок Толстого Ивана;
126. Толстой Пётр Фёдорович;
127. Толстая Наталия Фёдорона;
128. Толстой Михаил;
129. Шаболинский Иосиф;
130. Шаболинская Ольга;
131. ребёнок Шаболинской Ольги;
132. ребёнок Шаболинской Ольги;
133. Шемет Александр Константинович;
134. Шемет Ольга;
135. Шемет Александр Александрович;
136. Шемет Софья Александровна;
137. Шемет Григорий Борисович;
138. Шемет Лидия Борисовна;
139. Шемет Анна Борисовна;
140. Шемет Марк;
141. Шемет Егения;
142. Шемет Софья;
143. Шемет Николай;
144. Шемет Александра;
145. ребёнок Шемет Александры;
146. ребёнок Шемет Александры;
147. ребёнок Шемет Александры;
148. ребёнок Шемет Александры;
149. Шемет Евгения Васильевна;
150. Шемет Николай Константинович;
151. Шемет Ольга;
152. ребёнок Шемет Ольги;
153. ребёнок Шемет Ольги;
154. Шемет Степан Борисович;
155. Шемет Елена Петровна;
156. ребёнок Шемет Елена;
157. Колос Елена Фёдоровна;
158. Колос Александра Фёдоровна (была ранена карателями, но выжила);
159. Жуковсская Бронислава Александровна (покинула деревню перед прибытием карателей);
160. Жуковсская Мария Александровна (покинула деревню перед прибытием карателей);
161. Трич Александра Трофимовна (покинула деревню перед прибытием карателей);
162. Берестовский Пётр Петрович (из д. Кленовка, был судим на 3 года за драку);
163. жена Петра Берестовского;
164. Рускевич Клавдия Васильевна.

## Мемориальный комплекс
В 1986 году на месте сожжённой деревни построен мемориальный комплекс «Литавец» (скульптор С. Горбунова, архитекторы В. Евсеев и В. Здасюк, искусствовед В. Прокопцов, текст-посвящение поэта Р. Бородулина).
Mемориал был возведен на общественных началах, в строительстве принимали участие комсомольцы Дзержинского района. Большой вклад внесли комсомольцы и молодёжь Дзержинского опытно-механического завода (секретарь В. Тришкин), Негорельского учебно-опытного лесхоза (секретарь А. Юргенсон), совхоза им. Марата Казея (секретарь Н. Москаль), завода железобетонных мостовых конструкций (секретари Ф. Стрикрв, А. Змачинский). Мемориал был открыт 5 июля 1987 года. В центральной части бывшей деревне был создан барельеф. На лесной поляне поставлен въездной знак, рядом — балки, поднятые над землей. Они символизируют остатки дома, сожжённой фашистами. На одной из балок — название деревни, на другой — текст, рассказывающий о трагедии.
Проложена «улица», которая ведет к центру бывшей деревни — к центральному барельефу, где изображена мирная жизнь сельчан: пожилой человек плетёт корзину, мать с сыном.